# Siegfried Pachale
Siegfried Pachale (* 24. Oktober 1949 in Elsterwerda) ist ein ehemaliger deutscher Diskuswerfer, der für die DDR startete.
Beim Leichtathletik-Europacup 1973 in Edinburgh wurde er Zweiter, bei den Leichtathletik-Europameisterschaften 1974 in Rom Vierter und bei den Olympischen Spielen 1976 in Montreal Fünfter.
1973 wurde er DDR-Meister im Diskuswurf. Seine persönliche Bestleistung von 67,54 m stellte er am 11. Juni 1976 in Westwood auf. Von Juli 1973 bis Juni 1975 hielt Pachale den DDR-Rekord.
Siegfried Pachale startete für den SC Cottbus.
Seine Töchter Hanka Durante und Maja Pachale waren als Volleyballspielerinnen erfolgreich.